# V660 Геркулеса
V660 Геркулеса (лат. V660 Herculis) — карликовая новая*, двойная катаклизмическая переменная звезда типа U Близнецов (UG) или переменная звезда типа SU Большой Медведицы (UGSU)* в созвездии Геркулеса на расстоянии (вычисленном из значения параллакса) приблизительно 2596 световых лет (около 796 парсек) от Солнца. Видимая звёздная величина звезды — от +19m до +16m. Орбитальный период — около 0,07826 суток (1,8782 часа).

## Характеристики
Первый компонент — аккрецирующий белый карлик.
Первый компонент — жёлто-белая звезда спектрального класса G-F. Эффективная температура — около 5967 K.